# Vox humana

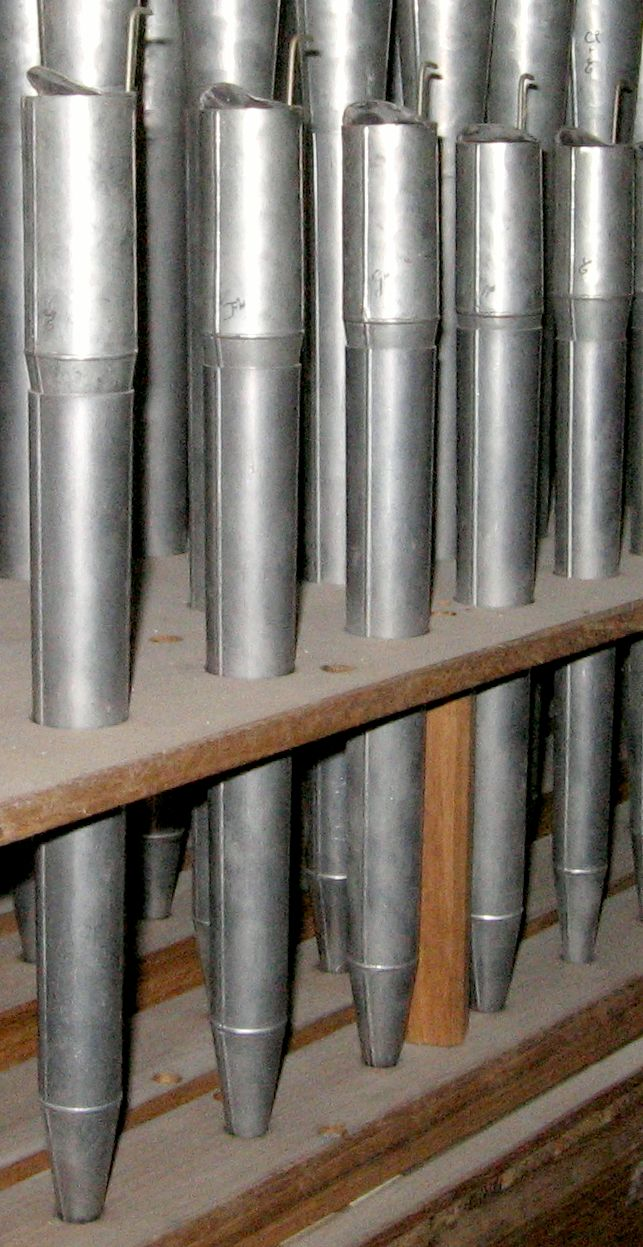
Canne del registro vox humana.

La vox humana è un particolare registro dell'organo.

## Struttura
La vox humana (latino, voce umana) è stata introdotta nel corso del XVI secolo. Si tratta di un registro ad ancia appartenente alla famiglia dei Regali. 
Come in tutti i registri della tipologia dei Regali, i risuonatori, spesso di forma cilindrica tappati o semitappati, sono lunghi 1/4 o 1/8 dell'intera canna e possono avere le forme più diverse, tanto che, nel corso dei secoli, ne sono state classificate dieci versioni. Il suono prodotto da questo registro è molto particolare e il suo utilizzo, insieme al tremolo, crea l'illusione di un coro di voci umane.
Non è da confondere con la voce umana, che è un registro diverso.